# ボガラ黒鉛鉱山
ボガラ黒鉛鉱山（ボガラこくえんこうざん、シンハラ語: බොගල ග්‍රැෆයිට් පතල、英: Bogala Graphite Mine）または、ボガラ鉱山は、スリランカの黒鉛鉱山。サバラガムワ州ケーガッラ県アラガマナ村付近に位置する。スリランカで最大規模の黒鉛鉱山の一つで、1847年に商業採掘が開始された。

## 沿革
マラニャンゲ・アルノリス・フェルナンド(Merenyagé Arnolis Fernando)は、1850年、大工のマラニャンゲ・フアニ・フェルナンド(Merenyagé Juanis Fernando)とシラプ・ペルマゲ・アンジェラ・フェルナンド(Silapu Perumagé Angela Fernando)との次男としてモラトゥワに生まれた。フェルナンドは、初め大工として仕事を始めたが、やがてシンハラ人の黒鉛鉱山での親方になった。1880年代に自ら黒鉛鉱山を所有する鉱山主になり、その後、20年かけて莫大な資産を築き上げ、1906年から1907年までに、プシェナ(Pusshena)、アラガマナ(Aruggammana)、メダゴダ(Medagoda)、パナンガラ(Panangala)、クルンダワッタ(Kurunduwatte)といった多くの黒鉛鉱山と、ココナッツやシナモンのプランテーションを多数支配するまでに至った。彼の息子達、ジェームス・アルフレッド・フェルナンドとアーネスト・ピーター・アーノルド・フェルナンドは、ファミリー企業であるA・フェルナンドアンドカンパニー(A. Fernando and Co.)を大きくする責を担い、ボガラで有望な黒鉛鉱脈を発見し、1941年、ボガラ黒鉛会社を設立した。
ボガラ鉱山は、1971年に国営化され、セイロン国営黒鉛公社の管理下に置かれた。この公社は1979年に国家鉱業鉱産物開発公社に改称された。さらに、1991年にボガラ鉱山は民営化され、ボガラグラファイト社（Bogala Graphite Ltd.）の所有となった。その後、1999年、ドイツのグラファイト・クロップフミュール株式会社(Graphit Kropfmühl AG)が20％の株式を取得し、2001年には80％、2004年には88％と株式を買い増した。2018年時点で、グラファイト・クロップフミュール株式会社が79.58％の株式を保有し、他の大株主としてアルテナGK社(Alterna GK LLC)が10.33％の株式を保有している。

## 概要
2013年現在で立坑の最大深度は、560 m (1,840 ft)で、採鉱している最大深度では503 m (1,650 ft)になるが、様々な調査により、鉱脈は、深度600 m (2,000 ft)以深にも及んで分布していると推定されている。ボガラ鉱山には、ナ鉱脈(Na vein)、ミー鉱脈(Mee vein)、およびクムブク鉱脈(Kumbk vein)という3つの主要な黒鉛脈が分布する。深度約344 m (1,129 ft)でナ鉱脈に合流するミー鉱脈が採掘されてきた。深度293 m (961 ft) でクムブク鉱脈は分岐し、この分岐した鉱脈が操業下で最大の生産性を誇る。平均的な鉱脈の厚さは、約20–40 cm (7.9–15.7 in)である。黒鉛の炭素品位は、85%から99.9%の間に収まる。
黒鉛が鉱脈を形成し塊状の産状を示すのはスリランカの黒鉛鉱山の特徴である。

## 余話
日本においてボガラ鉱山は、1992年から10年間にわたって掲載された光村図書の小学4年生用の教科書での記述とその元となった作品で知られる。
鉛筆がつくられ手元に届くまでの背景にある人々の営みに眼を向け、鉛筆の芯の原料となる黒鉛のボガラ鉱山での採掘の様子が、鉱夫のポディマハッタヤの仕事ぶりを撮影した写真や家族との暮らしぶりの記述などを通じて当時の小学生に広く紹介された。これらでポディマハッタヤを知り心を動かされた日本人が、後年、ポディマハッタヤを探して当地に訪ねることが相次ぎ、当人や家族による歓待と交流の様子の一部がインターネット・ブログで紹介された。
さらに、2021年にポディマハッタヤが新型コロナウイルス感染症で亡くなった際には、かつて訪問した日本人と遺族との間での連絡からSNSで徐々に訃報が広がり、「ポディマハッタヤさん」の死を悼む日本語でのつぶやきがツイッターのトレンドとなり、これらの話題が日本の新聞・インターネットメディアに取り上げられた。